# Zhanulka
Шаталова Жанна Алексеевна (род. 20 апреля 2004, Донецк), более известная под псевдонимом Zhanulka —  украинская певица, музыкант, автор песен.

## Биография

### Юность и ранние годы
Жанна Шаталова родилась в Донецке и жила там до 10 лет. В 13 лет будущая певица начала играть на укулеле. В 2014 году её семья переехала в Киев. С конца 2014 года Жанна активно пользуется Инстаграмом, про что говорят многочисленные публикации. По упоминаниям на своей странице, училась в Гимназии № 191 имени П. Г. Тычины с углубленным изучением иностранных языков.
В сентябре 2018 семьёй переехали в Испанию в город Кульера, а после в город Валенсия. О своей жизни в Испании Жанна сняла фильм «Прощай, Валенсия».

### Карьера музыканта
В Испании Жанне купили гитару, на которой она начала записывать каверы в программе GarageBand. Первая популярность пришла к девушке, когда её каверы опубликовали некоторые популярные Инстаграм аккаунты, на неё подписалось 20 тысяч человек:
 Жанна: Когда я приехала в Испанию и мне купили гитару клёвую, я подумала, что можно записывать каверы. Сделала на «Нервы», «Стрыкало» и ещё несколько. Они начали немножечко залетать, а потом резко в один месяц меня опубликовали несколько инстаграмов-миллионников, типа singer.ru. После этого очень быстро пришли где-то 20 тысяч подписчиков, многие, конечно, быстро стали отписываться, но это вот такие первые слушатели были.
Первую свою песню «Хуарачи» она опубликовала на SoundCloud, на этой платформе Жанна выпустила и вторую свою песню «Кусай мои губы», после неё количество подписчиков увеличилось до двух тысяч.
Летом 2019 Шаталовы перебрались в Валенсию. Именно в Валенсии Жанна записала EP «испанский стыд», синглы «Спешл фор ю» и «заклятый враг».
В 2021 году выпустила трек «кискис», который стал популярным в социальной сети TikTok. 9 июля вышел мини-альбом «Валенсия». Сам альбом певица посвятила времени, когда она жила в Испании и вдохновлён он людьми, которые её там окружали. После выхода мини-альбома был объявлен первый концертный тур. 5 ноября 2021 года remastered-альбом старых песен «назови меня как хочешь».
В 2021 году дала интервью Артёму Миндрин о вирусном хите «Кис-кис», альбоме «Валенсия» и жизни в Испании.
29 января 2022 года вышел совместный трек с рок-группой «Папин Олимпос», под названием «Давай Попробуем».
4 февраля вышел трек «я любя» — первый трек на лейбле Sony Music Entertainment.
1 июля на фоне Вторжения России на Украину была выпущена песня «Портреты». 14 июля сотрудник Sony Music Entertainment «кинул страйк» на неё, предварительно выкупив права на бит. В связи с этим, чтобы песня была общедоступна, 9 сентября была опубликована акустическая версия трека.
15 сентября 2023 вышел мини-альбом «Бабочки», состоящий из трёх версий одной песни.
1 марта 2024 вышел альбом «Новый альбом про любовь».
17 мая 2024 года вышел сингл «Кто же ты?».
9 августа 2024 года вышел сингл «Голая».
27 сентября 2024 года вышел совместный альбом с группой «Какая Разница» под названием «1749».
28 февраля 2025 года вышел альбом «музыка кошки бильярд».

## Дискография

### Альбомы
| Название                             | Подробности                                               |
| ------------------------------------ | --------------------------------------------------------- |
| «Сильно скучаю»                      | - Релиз: 10 мая, 2019 год - Формат: цифровая дистрибуция  |
| «испанский стыд»                     | - Релиз: 31 декабря, 2019 - Формат: цифровая дистрибуция  |
| «Валенсия»                           | - Релиз: 9 июля, 2021 - Формат: цифровая дистрибуция      |
| «назови меня как хочешь»             | - Релиз: 5 ноября, 2021 - Формат: цифровая дистрибуция    |
| «Бабочки»                            | - Релиз: 15 сентября, 2023 - Формат: цифровая дистрибуция |
| «новый альбом про любовь»            | - Релиз: 1 марта, 2024 - Формат: цифровая дистрибуция     |
| «новый альбом про любовь (speed up)» | - Релиз: 8 марта, 2024 - Формат: цифровая дистрибуция     |
| «1749»                               | - Релиз: 27 сентября, 2024 - Формат: цифровая дистрибуция |
| «музыка кошки бильярд»               | - Релиз: 28 февраля, 2025 - Формат: цифровая дистрибуция  |

### Синглы и избранные песни
| Год  | Название                        | Дата выхода | Высшая позиция в чартах | Высшая позиция в чартах |
| Год  | Название                        | Дата выхода | Shazam                  | Spotify                 |
| ---- | ------------------------------- | ----------- | ----------------------- | ----------------------- |
| 2019 | «Спешл фор ю»                   | 23 декабря  |                         |                         |
| 2020 | «заклятый враг»                 | 29 мая      |                         |                         |
| 2021 | «кискис»                        | 12 марта    |                         | 39                      |
| 2021 | «почти лето (remastered)»       | 31 августа  |                         |                         |
| 2021 | «ты похож на кота (remastered)» |             | 12                      |                         |
| 2022 | «Давай попробуем»               |             |                         |                         |
| 2022 | «я любя»                        | 4 февраля   |                         |                         |
| 2022 | «портреты»                      |             |                         |                         |
| 2022 | «портреты (Acoustic)»           | 9 сентября  |                         |                         |
| 2023 | «ты спишь»                      | 24 марта    |                         |                         |
| 2023 | «Мелания»                       | 28 апреля   |                         |                         |
| 2023 | «бабочки»                       | 15 сентября |                         |                         |
| 2023 | «бабочки» (Orcherstral)         | 15 сентября |                         |                         |
| 2023 | «бабочки» (Acoustic)            | 15 сентября |                         |                         |
| 2024 | «наколки»                       | 16 февраля  |                         |                         |
| 2024 | «кто же ты?»                    | 17 мая      |                         |                         |
| 2024 | «голая»                         | 9 августа   |                         |                         |